# Freiwillige Beiträge
Freiwillige Beiträge sind Beiträge zur deutschen gesetzlichen Rentenversicherung, die nicht als Pflichtbeiträge erbracht werden (§ 55 Absatz 1 Satz 1 SGB VI). Nach Absatz 1 des § 7 SGB VI sind für die freiwillige Versicherung in der deutschen Rentenversicherung folgende Voraussetzungen zu erfüllen:
Personen, die sich freiwillig versichern wollen, dürfen nicht bereits versicherungspflichtig in der deutschen Rentenversicherung sein und sie müssen das 16. Lebensjahr vollendet haben. Die Zahlung freiwilliger Beiträge für einen Zeitraum ist bis zum März des Folgejahres möglich (§ 197 Absatz 2 SGB VI), in speziellen Fällen (z. B. für nicht anrechenbare Zeiten der Ausbildung) auch deutlich länger.
Personen, die versicherungsfrei oder von der Versicherung befreit sind, mussten bis 2010 die allgemeine Wartezeit nach § 50 Absatz 1 SGB VI von fünf Jahren bei Beginn der freiwilligen Versicherung erfüllt haben. Seit 2010 gibt es diese Voraussetzungen für Beitragszeiten ab 2010 nicht mehr. Bezieher einer Altersvollrente sind von der freiwilligen Versicherung ausgeschlossen. Mit Wirkung für die Zukunft kann allerdings eine Teilrente beantragt werden. Die höchstmögliche Teilrente beläuft sich auf 99,99 % der Vollrente (Bay. LSG, Urt. v. 14.9.2021 – L 6 R 199/19). Nach Erteilung eines entsprechenden Bescheides ist die Zahlung freiwilliger Beiträge möglich.
2025 beträgt der Mindestbeitrag der freiwilligen Versicherung 103,42 € pro Monat und der Höchstbeitrag 1.497,30 € pro Monat.

## Geschichte
| Jahr | monatliche Beitragshöhe  | resultierende Entgeltpunkte |
| ---- | ------------------------ | --------------------------- |
| 1957 |                          | 0,26 – 1,98                 |
| 1959 | 14,00 DM – 0.112,00 DM   |                             |
| 2001 | 120,33 DM – 1.661,70 DM  |                             |
| 2010 | 79,60 EUR – 1.094,50 EUR | 0,15 – 2,06                 |

Die freiwilligen Beiträge wurden bis 1976 entrichtet, indem man Beitragsmarken der gesetzlichen Rentenversicherung bei der Post kaufte und diese in seine Versicherungskarte einklebte.
Es gab dabei acht Beitragszahlungsklassen, zwischen denen der Versicherte wählen konnte. Wurde 1957 für jeden Monat eine Beitragsmarke der niedrigsten Klasse geklebt, ergaben sich damit für jenes Jahr 0,26 Entgeltpunkte, wurde jeweils eine Rentenmarke der höchsten Klasse geklebt, ergaben sich für jenes Jahr 1,98 Entgeltpunkte.
1959 konnten monatlich zwischen 14 DM und 112 DM als freiwilliger Beitrag entrichtet werden. Durch die Änderung der Rentenformel im Jahr 1959 ergaben sich für einige Versicherte Besonderheiten. Beispielsweise konnten hohe freiwillige Beiträge die Rente schmälern, niedrigere hingegen sie nicht senken.
2001 betrug der Mindestbeitrag 120,33 DM und der Höchstbeitrag 1.661,70 DM bei freiwilliger Versicherung, dies entspricht 61,52 € bzw. 849,61 €.

## Rechengrößen 2025
Der Beitrag zur Rentenversicherung kann zwischen dem Höchstbeitrag und dem Mindestbeitrag frei gewählt werden. Der Mindestbeitrag entspricht dem Produkt von aktuellem Beitragssatz (2025: 18,6 Prozent) und aktueller Geringfügigkeitsgrenze (2025: 556 EUR), liegt also bei 103,42 EUR pro Monat. Der Höchstbeitrag entspricht dem Produkt von Beitragssatz und aktueller Beitragsbemessungsgrenze (2025: 8.050 EUR), liegt also bei 1.497,30 EUR pro Monat. Die Entrichtung des Mindestbeitrags über ein Jahr hinweg ergibt etwa 0,15 Entgeltpunkte, die Entrichtung des Höchstbeitrags etwa 2 Entgeltpunkte.
Die entsprechenden Werte für 2025 betragen:
- Beitragssatz: 18,6 Prozent
- Geringfügigkeitsgrenze: 556 EUR
- Beitragsbemessungsgrenze: 8.050 EUR

und damit
- Mindestbeitrag: 103,42 EUR
- Höchstbeitrag: 1.497,30 EUR